# Broadcasting From Home
 (juin 2017).
Si vous disposez d'ouvrages ou d'articles de référence ou si vous connaissez des sites web de qualité traitant du thème abordé ici, merci de compléter l'article en donnant les références utiles à sa vérifiabilité et en les liant à la section « Notes et références ».
Albums de Penguin Cafe Orchestra
Penguin Cafe Orchestra
(1981) Signs of Life
(1987)
Broadcasting from Home est le 3e album du groupe britannique de musique classique et new age Penguin Cafe Orchestra, sorti en 1984.

## Présentation
La chanson d'ouverture, Music for a Found Harmonium, est nommée ainsi par le leader du groupe. En effet, Simon Jeffes l'écrit sur un harmonium trouvé dans une allée de Kyoto, durant la première tournée du groupe au Japon.
Le disque vinyle original est pressé par Virgin / Polydor à partir d'un master endommagé qui a un clic distinctif sur la première piste. Les labels ne souhaitant pas payer pour restaurer ce défaut, il faut attendre la sortie du CD pour entendre la piste intacte[réf. nécessaire].

## Liste des titres
Toute la musique est composée par Simon Jeffes, sauf annotation.
| A1. | Music for a Found Harmonium    | 3:34 |
| A2. | Prelude and Yodel              | 3:51 |
| A3. | More Milk (Jeffes, Richardson) | 3:05 |
| A4. | Sheep Dip (Jeffes, Richardson) | 3:09 |
| A5. | White Mischief                 | 5:48 |
| A6. | In the Back of a Taxi          | 3:21 |

| B1. | Music by Numbers (Jeffes, Richardson)          | 4:40 |
| B2. | Another One From the Colonies (Jeffes, Rennie) | 3:04 |
| B3. | Air                                            | 4:20 |
| B4. | Heartwind (Jeffes, Ryūichi Sakamoto)           | 4:10 |
| B5. | Isle of View (Music for Helicopter Pilots)     | 4:29 |
| B6. | Now Nothing                                    | 2:58 |

## Crédits
| - Simon Jeffes : guitare acoustique, guitare, basse, cuatro, dulcitone, omnichord, harmonium, batterie, triangle, batterie électronique - Trevor Morais : percussions - David Defries : trompette, bugle - Annie Whitehead : trombone - Helen Liebmann : violoncelle - Geoffrey Richardson : alto - Gavyn Wright : violon | - Production : Simon Jeffes - Composition : Simon Jeffes, Ryūichi Sakamoto, Geoffrey Richardson, Neil Rennie - Ingénierie, enregistrement : Ian Morais - Artwork : Ching Ching Lee - Design : Town & Country Planning - Illustrations : Emily Young |